# 滕定
滕定（？—1440年），蒙古人，祖籍不詳，明朝军事将领，奉化伯。
滕定父瓚住，原为元朝樞密院知院。洪武年間歸降明朝，授會州衛指揮僉事，賜姓滕。跟從燕王朱棣起兵，進燕山右衛指揮使。其去世后，滕定嗣官，屢從出塞，有功，進至都督僉事。宣德四年（1429年），封奉化伯，祿八百石。正統初年去世。子滕福嗣爵，為指揮使。